# Didaphne chiguinda
Didaphne chiguinda är en fjärilsart som beskrevs av Druce 1885. Didaphne chiguinda ingår i släktet Didaphne och familjen björnspinnare. Inga underarter finns listade i Catalogue of Life.